# Ozzie Nelson
Ozzie Nelson est un acteur, réalisateur, producteur, scénariste, musicien et chef d'orchestre américain né le 20 mars 1906 à Jersey City, New Jersey (États-Unis), décédé le 3 juin 1975 à Hollywood (Californie).

## Filmographie

### comme acteur
- 1941 : Sweetheart of the Campus d'Edward Dmytryk : Ozzie Norton
- 1944 : Hi, Good Lookin'! : Orchestra Leader
- 1944 : Wave-a-Stick Blues : Ozzie Nelson
- 1944 : Take It Big : Ozzie Nelson
- 1946 : People Are Funny de Sam White (en) : Leroy Brinker
- 1952 : Here Come the Nelsons de Frederick de Cordova : Ozzie (+ scénariste)
- 1952-1966 : The Adventures of Ozzie and Harriet (sitcom)
- 1968 : Les Années fantastiques (The Impossible Years) : Dr Herbert J. Fleischer
- 1973 : Ozzie's Girls (série télévisée) : Ozzie Nelson
- 1998 : Ozzie and Harriet: The Adventures of America's Favorite Family

### comme réalisateur
- 1965 : Love and Kisses
- 1968 : Auto-patrouille (Adam-12) (série télévisée)
- 1971 : The D.A. (série télévisée)
- 1972 : Bridget Loves Bernie (série télévisée)
- 1973 : Ozzie's Girls (série télévisée)

### comme producteur
- 1965 : Love and Kisses